# WWE Afterburn
Afterburn è un programma televisivo prodotto dalla WWE che trasmette una sintesi di quanto trasmesso a SmackDown. Assieme a Bottom Line prese il posto nel palinsesto della WWE di Superstars.
Commentato in Italia da Terry Idol e Monica Passeri, in passato il programma è stato commentato anche da Christian Recalcati, Serena Garitta, Jessica Polsky, Fabrizio Ponciroli, "Steve Cottage" Stefano Villa e Giuseppe "The King" Danza. Afterburn continua a essere trasmesso al di fuori degli Stati Uniti, essendo è parte del palinsesto di Sky Sport in Germania, di Sky Sports nel Regno Unito, di Supersport in Sudafrica, di Lativi in Indonesia, di Ten Sports nell'Asia del sud, di GXT in Italia e di Jack TV nelle Filippine. A partire da novembre 2009 viene trasmesso in Italia su K2 in versione censurata realizzata per adattare meglio i contenuti al target del canale.
Dopo la cancellazione dal palinsesto di K2 è ritornato su GXT dal 7 ottobre 2010 senza censure. Dal 23 maggio 2014 la trasmissione torna in onda anche su K2.
Dal 25 maggio 2014 il programma va in onda anche su DMAX nella versione non censurata di GXT, ma viene cancellato dal palinsesto dopo due puntate dal debutto.
Dal 2 luglio 2015 il programma non va più in onda su K2 in versione censurata, sancendo la fine così della trasmissione in Italia.
Dal 1 luglio 2020 il programma torna disponibile on demand su Discovery Plus in italia in lingua originale e in italiano senza censure.

## Ospiti
| Anno/i    | Ospite/i       |
| --------- | -------------- |
| 2002      | Marc Lloyd     |
| 2002–2003 | Ivory          |
| 2003      | Rue DeBona     |
| 2003–2009 | Josh Mathews   |
| 2009–2011 | Jack Korpela   |
| 2011–2012 | Matt Striker   |
| 2012–2013 | Tony Dawson    |
| 2013–     | Scott Stanford |

## Programmazione
Afterburn fu trasmesso dal Maggio 2002 al Settembre 2005, prima di essere rimosso ufficialmente negli Stati Uniti. Il programma va in onda ancora su diversi mercati internazionali per rispettare gli impegni di programmazione.
| Paese       | Canale                | Orario                                         |
| ----------- | --------------------- | ---------------------------------------------- |
| Mondo arabo | MBC Action            | Domenica, 20:00                                |
| Australia   | 7mate                 | Mercoledì, 12:00                               |
| Bangladesh  | TEN Sports            | Lunedì, 17:30, 23.00; martedì, 8:00            |
| Bhutan      | TEN Sports            | Mercoledì, 17:30                               |
| Cipro       | LTV1                  | Giovedì, 19:00; lunedì, 18:00                  |
| Irlanda     | Sky Sports            | Domenica, 9:00, 22:00                          |
| Francia     | Canal+ e Canal+ Sport | Venerdì, 6:00; Mercoledì, 7:10; Domenica, 7:10 |
| Pakistan    | TEN Sports            | Martedì, 11:30, 21:30                          |
| Filippine   | Fox Sports Asia       | Giovedì, 23.00                                 |
| Portogallo  | Sport TV              | Mercoledì, 18:00                               |
| Malaysia    | Astro                 | Venerdì, 22:00                                 |